# 高根町
高根町（たかねちょう）は、かつて山梨県北巨摩郡にあった町。
2004年（平成16年）11月1日、高根町を含めた北巨摩郡7町村が合併して北杜市が発足し、高根町は廃止された。

## 地理

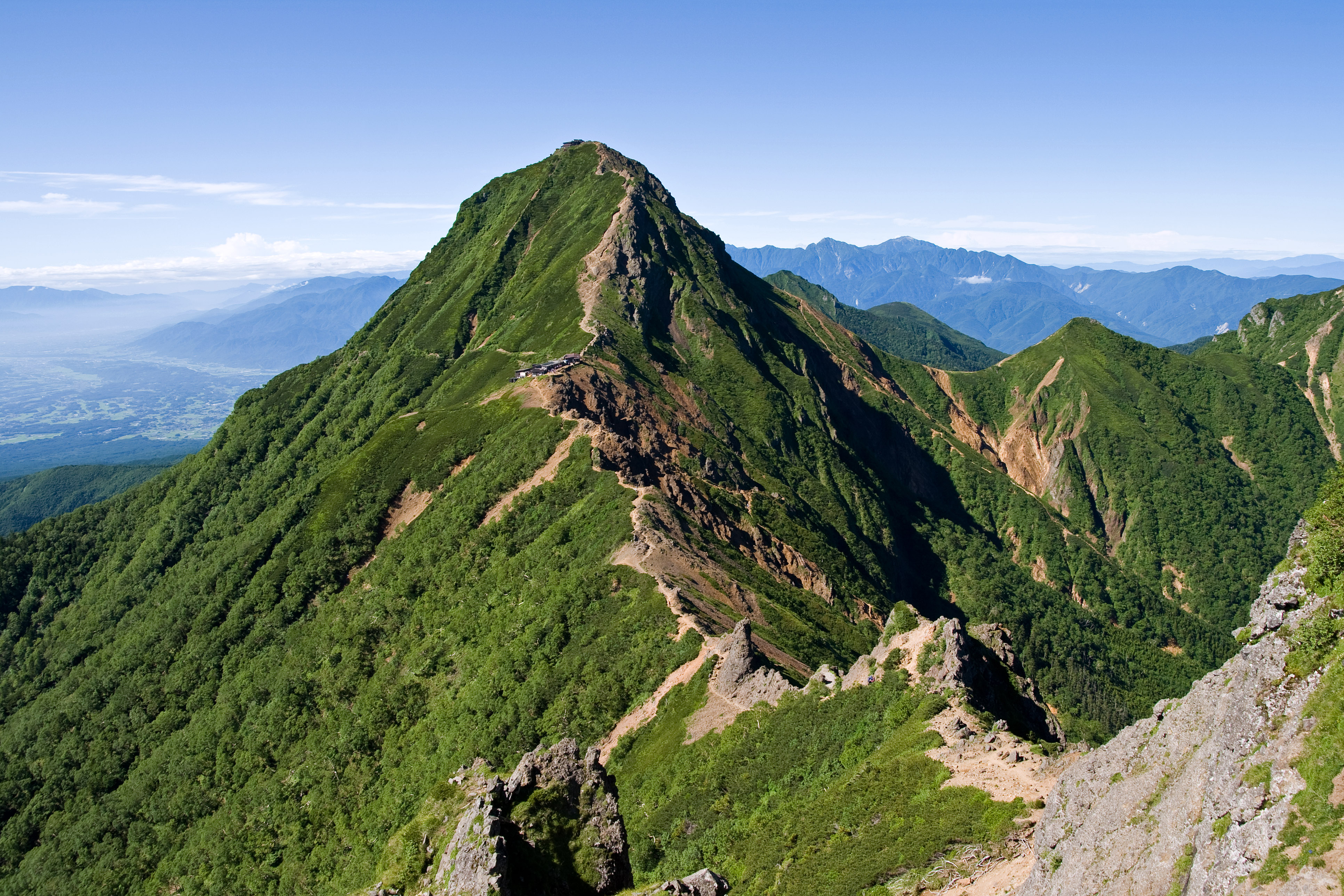
赤岳

### 地形
高根町は山梨県の最北端に位置している。八ヶ岳連峰の南麓にあり、八ヶ岳連峰の最高峰である赤岳（標高2899メートル）の山頂は高根町と長野県茅野市と長野県南佐久郡南牧村にまたがっている。
山岳
- 八ヶ岳連峰
  - 赤岳 - 標高2899メートル。

河川
- 須玉川
- 久保川
- 大門川 - 大門ダムを有する。
- 川俣川

### 隣接していた自治体
- 山梨県
  - 北巨摩郡：須玉町、大泉村、長坂町
- 長野県
  - 南佐久郡：南牧村

## 歴史

### 先史時代
清里丘の公園が建設された際には遺跡の調査も行われ、旧石器時代の丘の公園内遺跡群が発見されている。縄文時代の遺跡は高根町の全域に分布しており、特に八ヶ岳の南麓は縄文遺跡が豊富なことから「縄文の回廊」と呼ばれている。その一方で、その後の弥生時代、古墳時代、奈良時代の遺跡は極めて少ないとされる。

### 古代
大和朝廷の時代、この地域は巨麻郡（後の巨摩郡）の逸見郷（へみごう）に属していたとされる。古くから甲斐国は名馬の産地として知られており、その貢上馬は京で「甲斐の黒駒」と称えられた。平安時代には甲斐国の3か所に御牧（朝廷の直轄牧場）が置かれたが、柏前牧は現在の高根町念場原付近だったとする説が最有力である。紀貫之は逸見郷などの御牧を「都まで なづけて索くは をがさ原 へみの御牧の 駒にゃ有るらむ」と詠んでいる。

### 中世
鎌倉時代以後の荘園制の時代、この地域は逸見荘に属していた。源義光（新羅三郎義光）を祖とする甲斐源氏は逸見荘を発祥地としている。源義清や源清光らがこの地域に館を構え、源清光は谷戸城を築いて逸見荘を治めた。源清光の子である逸見光長は逸見氏の祖である。
戦国時代、後の高根町域の大部分は熱那庄に含まれていた。天正17年（1589年）には徳川家康の下で伊奈熊蔵による検地が行われ、国中地方3郡の行政区画（九筋二領）が定められたことで、この地域は逸見筋に属した。

### 近世
江戸時代のこの地域には北巨摩郡樫山村、浅川村、長沢村、村山北割村、堤村、箕輪村、箕輪新町、村山東割村、村山西割村、蔵原村、小池村、五町田村、上黒沢村、下黒沢村の14か村があった。文化11年（1814年）に成立した『甲斐国志』によると、石高は計5,736.512石、戸数は計1,317戸、人口は計5,189人だった。

### 近現代
1871年（明治4年）に廃藩置県が行われると、この地域は山梨県に属することとなった。

### 行政区分の変遷
- 1954年（昭和29年）6月1日 - 北巨摩郡安都玉村・安都那村・熱見村・甲村が合併して高根村が発足[2]。
- 1956年（昭和31年）9月30日 - 高根村が清里村を編入[2]。
- 1962年（昭和37年）10月1日 - 高根村が町制施行して高根町が発足[2]。
- 2004年（平成16年）11月1日 - 高根町・須玉町・長坂町・白州町・大泉村・武川村・明野村が合併して北杜市が発足。同日高根町廃止。

## 行政

### 歴代町長
| 氏名     | 就任日        | 退任日         |
| -------- | ------------- | -------------- |
| 手塚薫治 | 1954年6月1日  | 1954年7月20日  |
| 清水胖   | 1954年7月21日 | 1958年11月28日 |
| 浅川耕三 | 1959年1月18日 | 1963年1月16日  |
| 浅川勝平 | 1963年1月17日 | 1967年1月16日  |
| 白倉元徳 | 1967年1月17日 | 1977年12月15日 |
| 清水正民 | 1977年1月22日 | ????年         |
| 大柴恒雄 | ????年        | 2004年         |
| 白倉政司 | 2004年        | 2004年11月1日  |

### 姉妹都市
日本国内
- 羽村市（東京都） - 1996年（平成8年）10月1日に姉妹都市提携。

日本国外
- ベリア市（アメリカ合衆国 ケンタッキー州） - 1988年（昭和63年）10月21日に姉妹都市提携。

## 教育

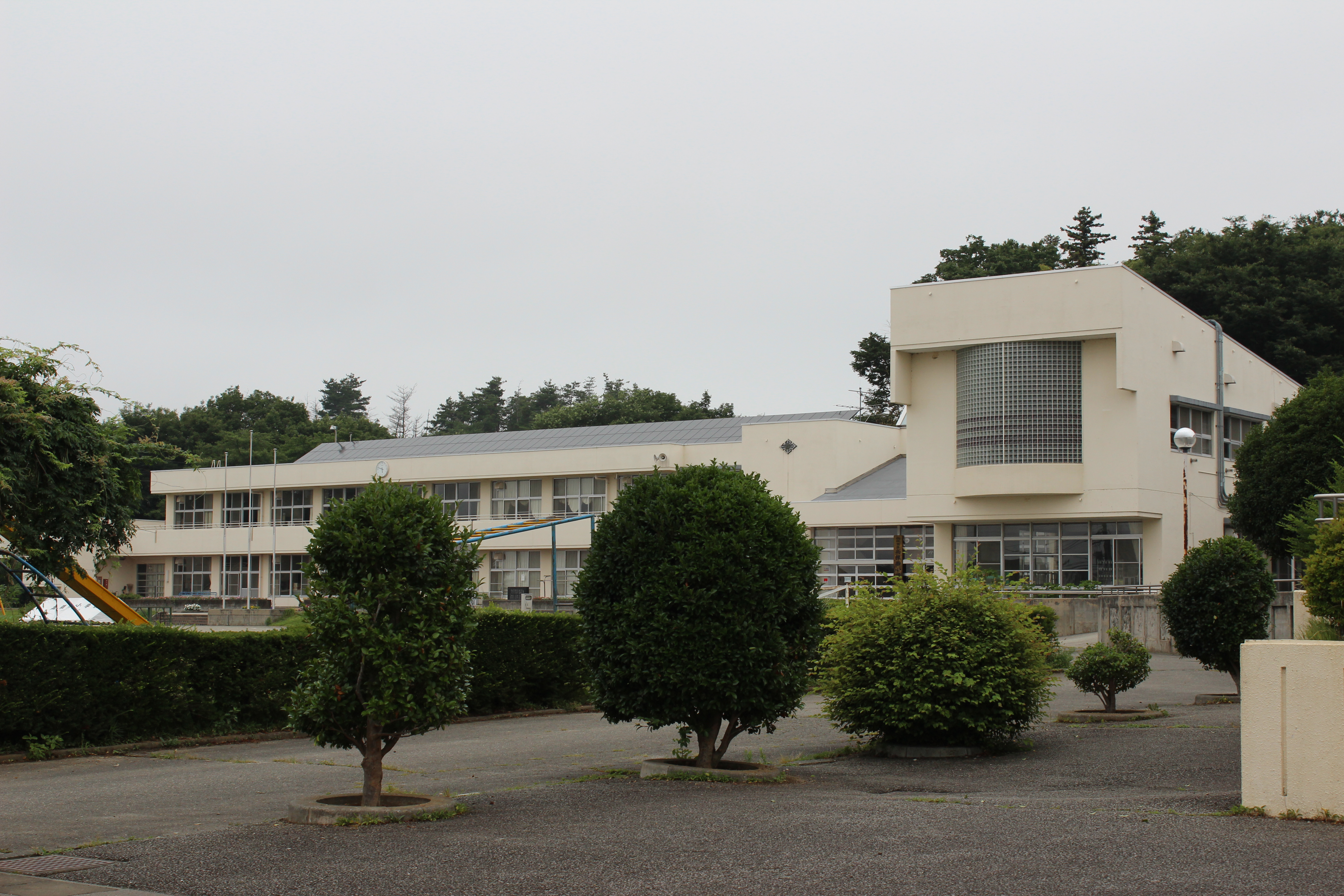
高根西小学校

### 小学校
高根町には筑波大学附属小学校清里若桐寮があった。
- 高根町立高根北小学校
- 高根町立高根清里小学校
- 高根町立高根西小学校
- 高根町立高根東小学校

### 中学校
- 高根町立高根中学校

## 交通

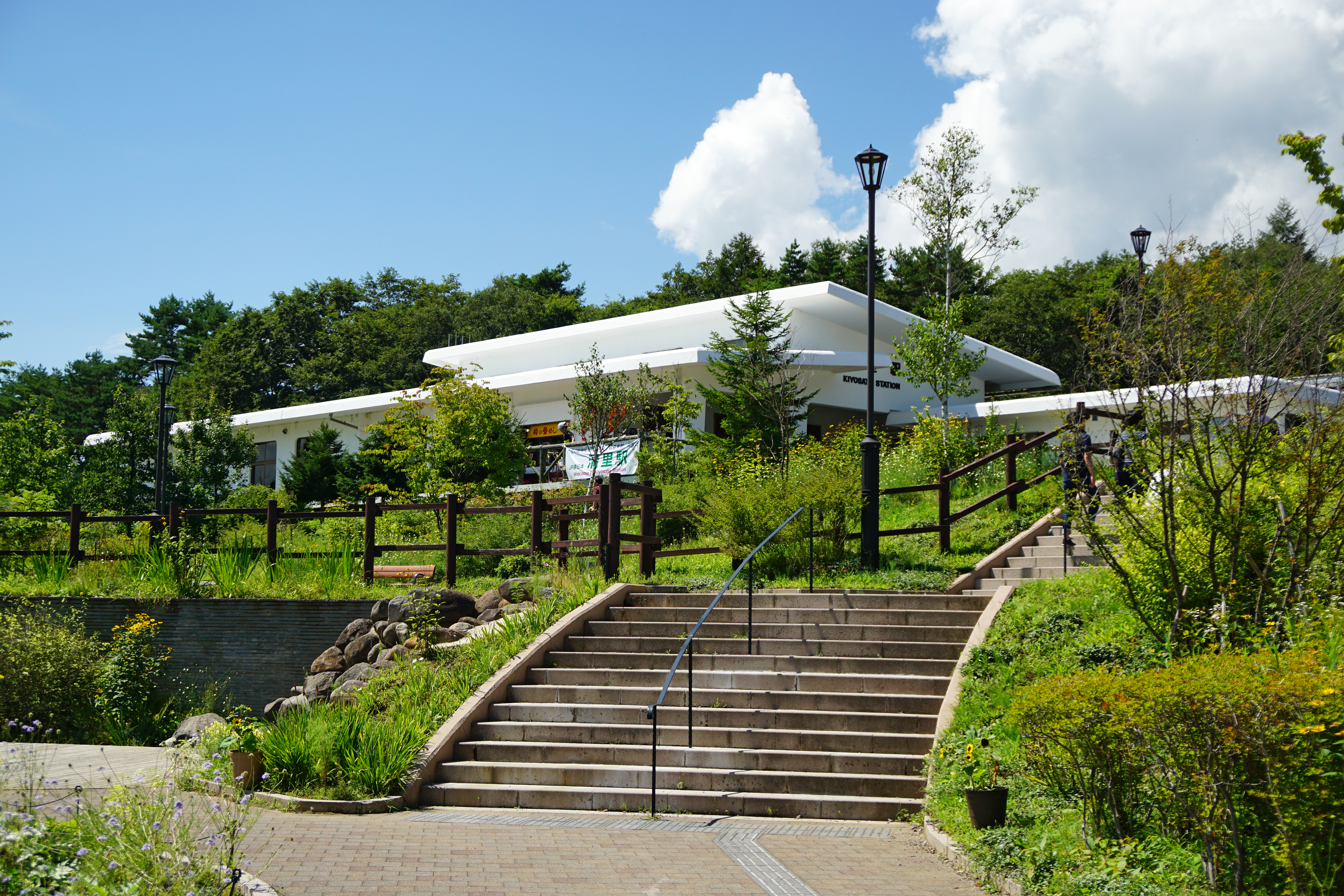
清里駅

### 鉄道
- JR小海線
  - 清里駅

## 施設
- 高根町役場
- 高根町立図書館
- 高根町民体育館
- 高根町総合グラウンド
- 高根町農村環境改善センター
- 武の井酒造 - 慶応年間（1865年-1868年）創業の日本酒・焼酎メーカー。主要銘柄は「武の井」や「青煌」。
- 八巻酒造店 - 文久2年（1862年）創業の日本酒メーカー。主要銘柄は「男山」。

## 名所・旧跡・観光スポット・祭事・催事

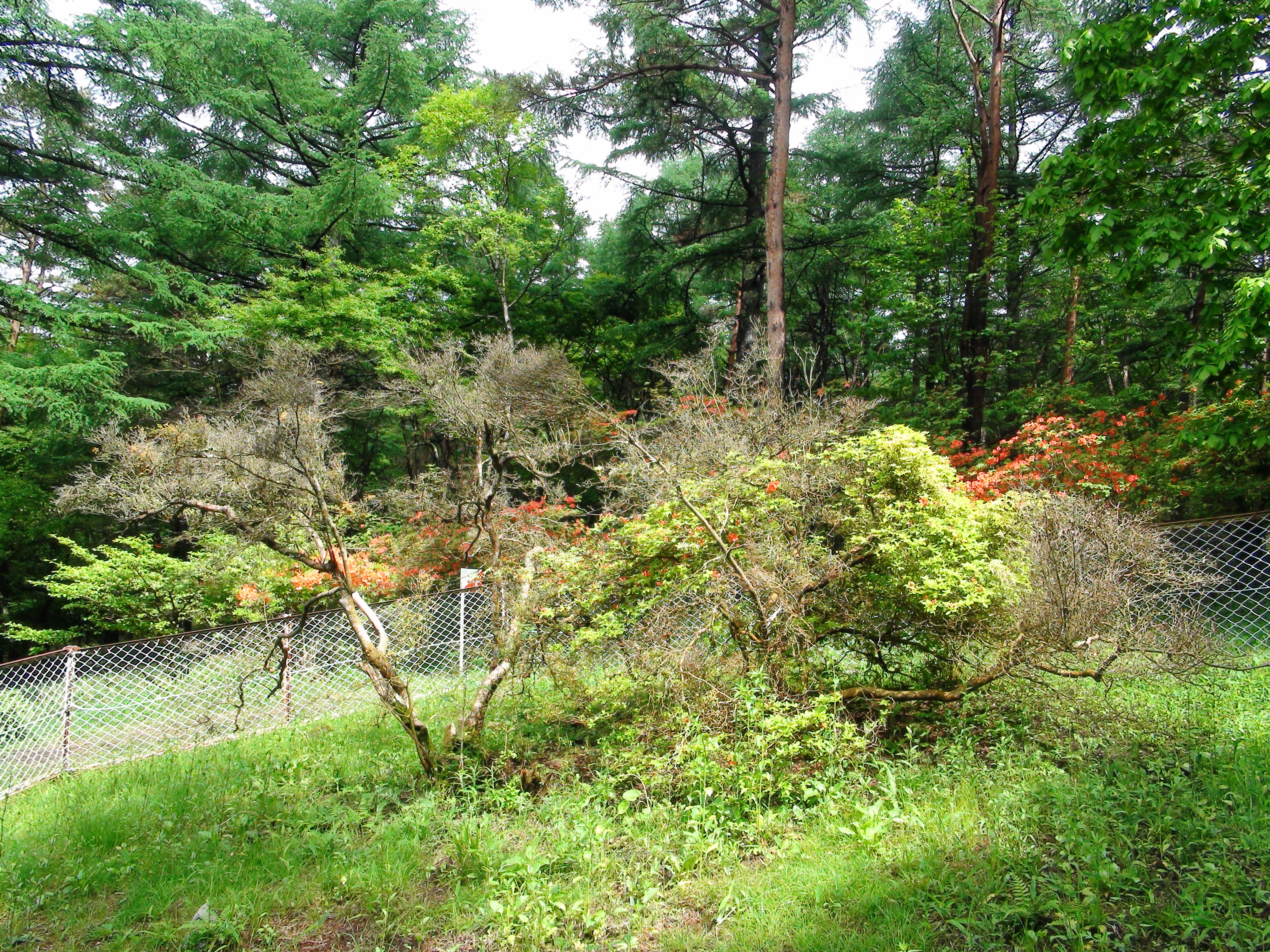
美森の大ヤマツツジ

- 金刀比羅神社 - ヒメコマツが県指定天然記念物。「箕輪新町のおんねりと巫女舞」が県指定無形民俗文化財。
- 熱那神社 - 本殿・算額が町指定文化財。サクラが町指定天然記念物。「太々神楽」が町指定無形民俗文化財。
- 泉龍寺 - 曹洞宗の寺院。浅川伯教・浅川巧兄弟の菩提寺。
- 蓮永寺 - 日蓮宗の寺院。
- 清里高原
- 清里の森
- 清里丘の公園 - 丘の公園内遺跡群を有する。
- 清里ポーセリンミュージアム
- 美森の大ヤマツツジ - ツツジとしては日本最大級の巨木。国指定天然記念物。
- 村山六ヶ村堰疎水 - 農業用水。
- 清泉寮 - キープ協会による宿泊研修施設。
- 「箕輪新町のおんねりと巫女舞」 - 県指定無形民俗文化財。
- 「長沢長沢寺の数珠廻し」 - 町指定無形民俗文化財。
- 「日吉神社の筒粥の神事」 - 町指定無形民俗文化財。
- 「小池舩形神社の茅輪神事」 - 町指定無形民俗文化財。

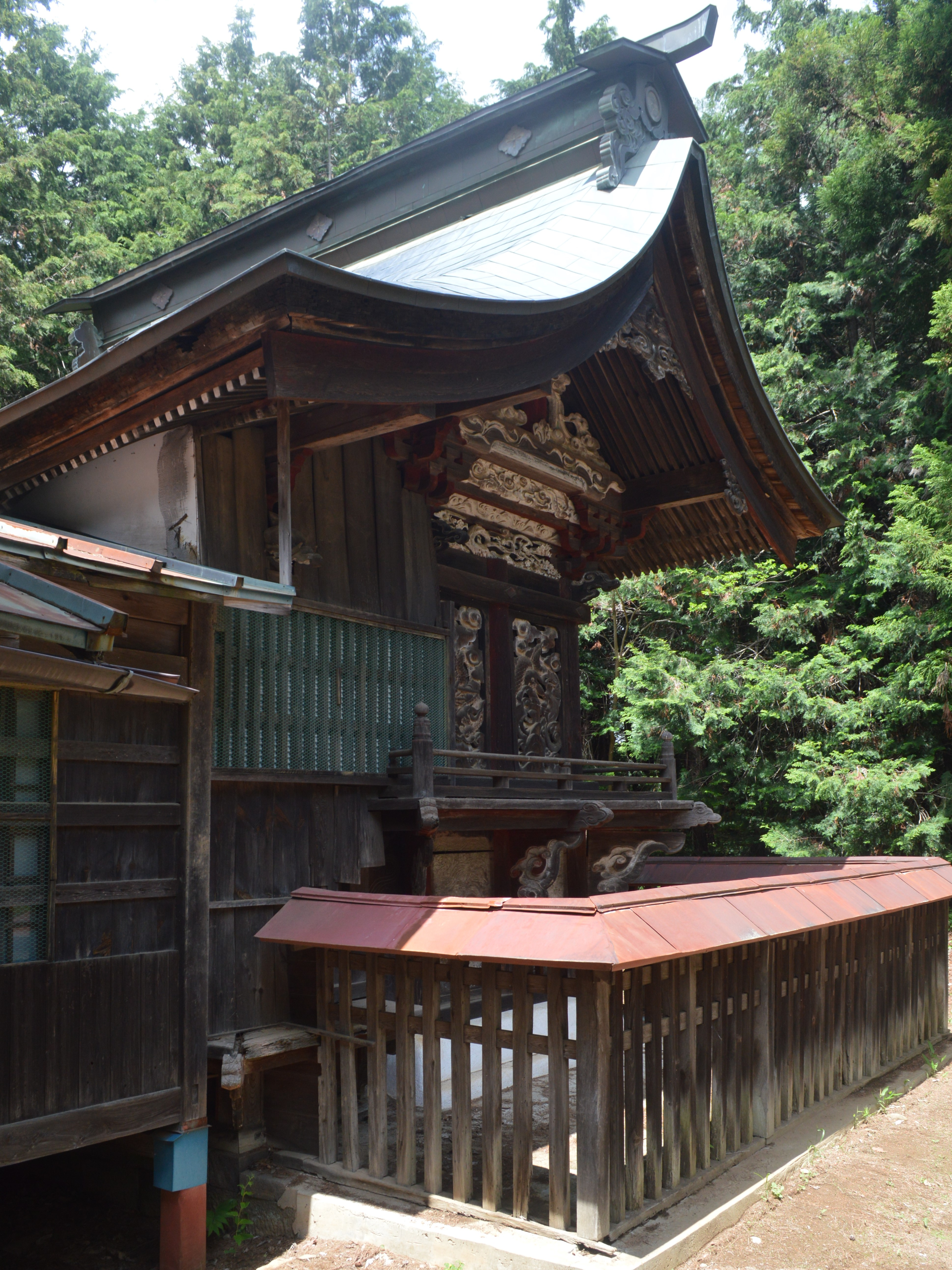
熱那神社
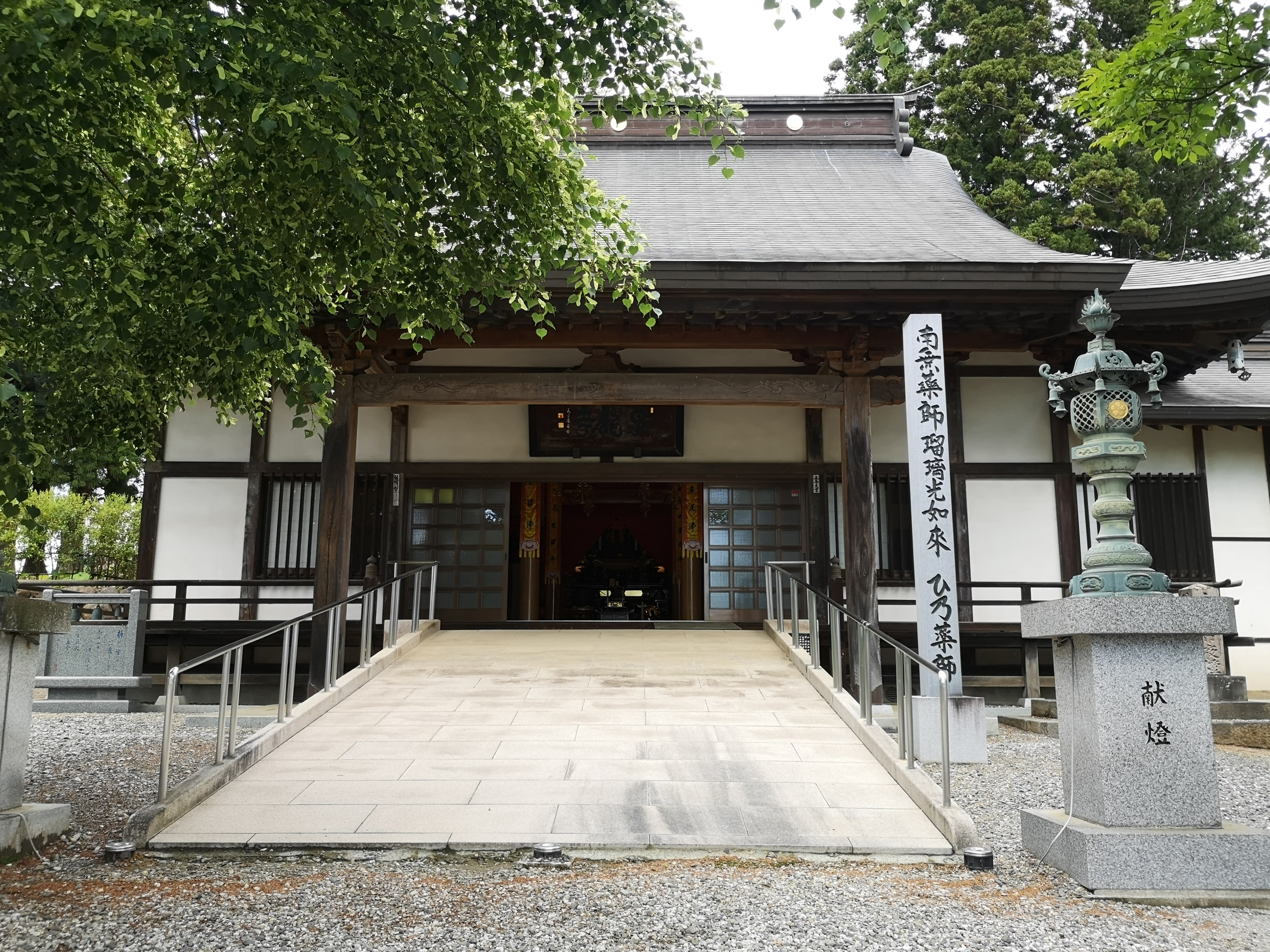
泉龍寺
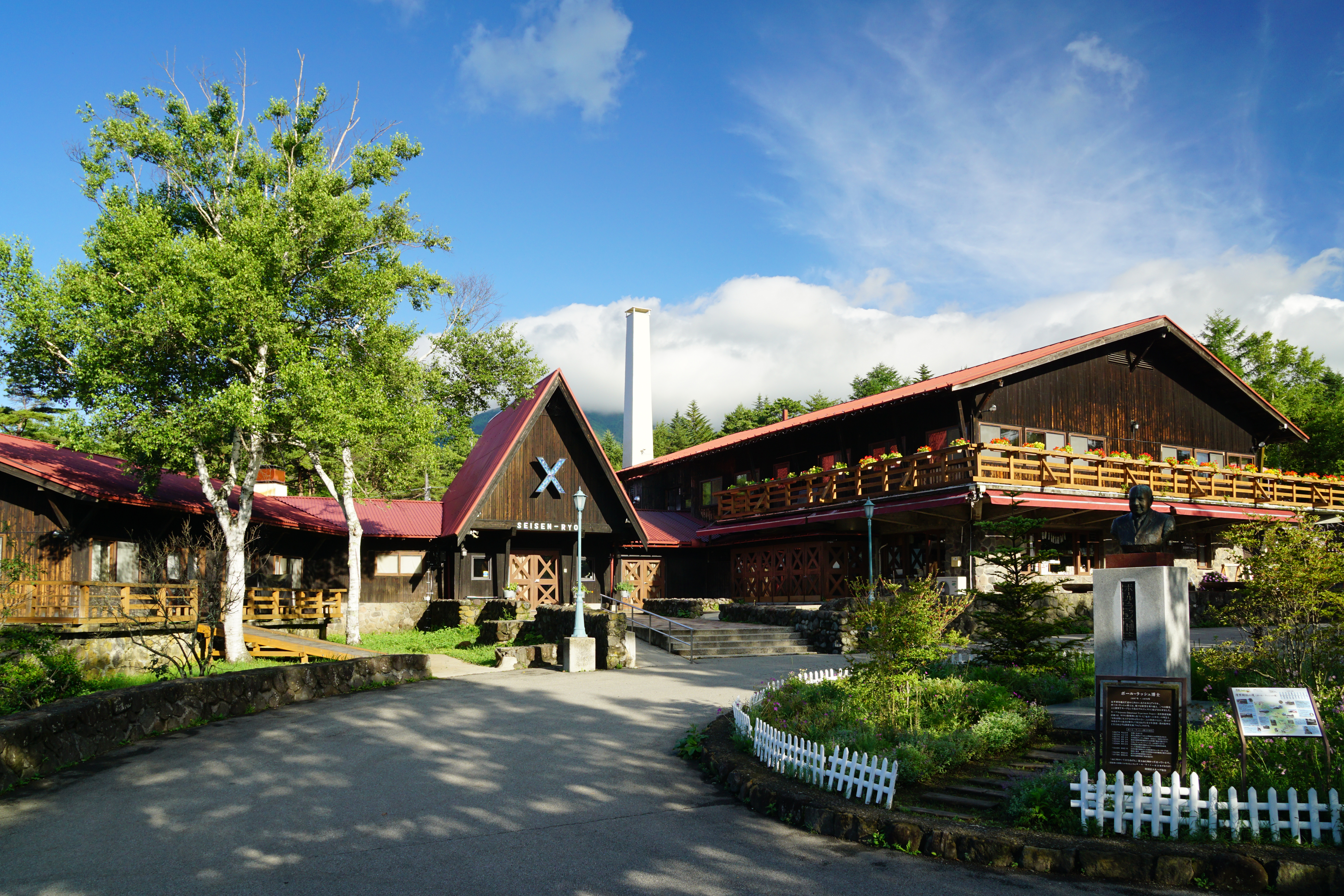
清泉寮

## 出身・関連著名人

### 出身者
- 窪田精 - 小説家。
- 浅川伯教 - 陶芸研究者。浅川伯教・巧兄弟資料館がある。
- 浅川巧 - 民芸・陶芸研究者。
- 白倉政司 - 政治家。高根町長・北杜市長。

### 居住者
- 三遊亭圓龍 - 落語家。出生は東京都。